# 佩氏口孵非鯽
佩氏口孵非鯽，為輻鰭魚綱鱸形目隆頭魚亞目慈鯛科的其中一種，分布於非洲肯亞的淡水流域，體長可達12.7公分，棲息在中底層水域，以藻類為食，生活習性不明。